# Mauro Maria Marino
Mauro Maria Marino (Torino, 20 dicembre 1963) è un politico italiano, già presidente del Consiglio comunale di Torino ed ex senatore della Repubblica.

## Biografia
Nato a Torino, dove si è diplomato con maturità presso il liceo classico Vittorio Alfieri ed è stato un funzionario amministrativo presso la Regione Piemonte.
Consigliere, capogruppo e presidente della Circoscrizione amministrativa VIII, San Salvario-Cavoretto-Borgo Po, tra il 1985 ed il 1993 in quota Partito Repubblicano Italiano, ha ricoperto diverse cariche istituzionali nella Città di Torino per tutto il decennio successivo.
Dall’ottobre 2011 al 2016 ha ricoperto la carica di Presidente della Federazione provinciale di Torino dell’Istituto Nazionale del Nastro Azzurro.

### Consiglio comunale di Torino
Alle elezioni amministrative del 1993 viene eletto consigliere comunale a Torino, con la lista Alleanza per Torino, ispirata dal candidato sindaco Valentino Castellani, e di cui è stato tra i fondatori, venendo poi confermato nel ruolo di consigliere comunale nelle elezioni del 1997, venendo successivamente eletto presidente del consiglio comunale di Torino, carica che manterrà fino al 2005. In questo periodo ha presieduto la Commissione Toponomastica, la Commissione comunale di vigilanza sull’attuazione dei diritti di partecipazione e di accesso, la Commissione per la stesura del nuovo Statuto della Città di Torino.
Membro della Direzione Regionale della Lega delle Autonomie, del Consiglio Nazionale e del Comitato Direttivo Nazionale dell’ANCI, dal 2001 al 2006 è stato Vice Presidente del Coordinamento Nazionale dei Consigli Comunali dell'ANCI, all'interno del quale presiede la Commissione per la riforma del testo Unico degli Enti Locali. e la Commissione per i servizi pubblici locali, facendosi promotore dell’istituzione dell’Ufficio centrale intercomunale dei contratti e delle carte dei servizi pubblici locali.
Dal 2003 al 2005 è stato presidente dei Presidenti dei Consigli comunali delle città metropolitane.

### Elezione a deputato
Alle elezioni politiche del 2001 si candida alla Camera dei deputati nel collegio uninominale di Torino 1, sostenuto dalla coalizione dell'Ulivo, dove ottiene il 44,81% e viene sconfitto dal candidato del centro-destra in quota Alleanza Nazionale Ugo Martinat (46,22%). 
Diviene deputato il 20 luglio 2004 subentrando nella quota proporzionale della Margherita nella circoscrizione Piemonte 1, in seguito alle dimissioni di Enrico Letta. Negli ultimi due anni della XIV Legislatura partecipa alla II Commissione Giustizia.
Alle elezioni politiche del 2006 viene ricandidato alla Camera, tra le liste de L'Ulivo (lista che univa principalmente La Margherita e i Democratici di Sinistra) nella circoscrizione Piemonte 1 in quinta posizione, venendo rieletto deputato. Nella XV legislatura della Repubblica è stato membro della Commissione Attività Produttive, Commercio e Turismo.

### Elezione a senatore
Alle elezioni politiche del 2008 viene candidato al Senato della Repubblica, tra le liste del Partito Democratico. nella circoscrizione Piemonte in terza posizione, risultando eletto senatore. Nella XVI legislatura della Repubblica è stato componente della 1ª Commissione Affari Costituzionali, della 14ª Commissione Politiche dell'Unione europea e del Comitato parlamentare per i procedimenti di accusa.
Alle elezioni politiche del 2013 viene ricandidato al Senato della Repubblica, tra le liste del Partito Democratico nella circoscrizione Piemonte, venendo rieletto senatore. Nel corsp della XVII legislatura è stato presidente della VI Commissione Finanze e tesoro e vicepresidente della Commissione parlamentare di inchiesta sul sistema bancario e finanziario. È stato fra l’altro relatore dell'Indagine conoscitiva sul sistema bancario italiano nella prospettiva della vigilanza europea e dell'Indagine conoscitiva sulle condizioni del sistema bancario e finanziario italiano e la tutela del risparmio, anche con riferimento alla vigilanza, la risoluzione delle crisi e la garanzia dei depositi europee. Ha introdotto l'educazione finanziaria nell'ordinamento italiano.
Dal 2014 al 2018 è stato vicepresidente della Fondazione Italia USA.

### Rielezione al Senato
Alle elezioni politiche del 2018 viene rieletto senatore per la terza volta consecutiva come capolista del PD nel Collegio plurinominale Piemonte - 01. Nella XVIII legislatura è vicepresidente della 5ª Commissione Bilancio. Dal marzo 2018 al giugno 2018 è stato membro della Commissione speciale per l'esame degli atti urgenti presentati dal Governo. Dal giugno 2018 al settembre 2019 ha ricoperto la carica di Vicepresidente della Commissione Bilancio. Dal novembre 2018 è stato membro e capogruppo nella Commissione parlamentare di vigilanza sull’anagrafe tributaria, mentre dall’agosto del 2019 membro e capogruppo nella Commissione parlamentare di inchiesta sul sistema bancario e finanziario. Dal settembre 2019 partecipa come membro e capogruppo della Commissione Finanze e Tesoro, di cui è Vicepresidente tra febbraio e luglio 2020. Dall’agosto 2021 è Presidente della Commissione parlamentare d’inchiesta sul gioco illegale e sulle disfunzioni del gioco pubblico. 
Non viene ricandidato al Parlamento italiano alle elezioni politiche anticipate del 2022.

## Vita privata
Sposato con Silvia, è padre di due figlie: Matilde e Maddalena.